# (3718) Dunbar
(3718) Dunbar – planetoida z grupy pasa głównego asteroid okrążająca Słońce w ciągu 4 lat i 102 dni w średniej odległości 2,64 j.a. Została odkryta 7 listopada 1978 roku w Obserwatorium Palomar przez Eleanor Helin i Schelte Busa. Nazwa planetoidy upamiętnia Roya Scotta Dunbara, amerykańskiego fizyka i planetologa z Jet Propulsion Laboratory. Przed jej nadaniem planetoida nosiła oznaczenie tymczasowe (3718) 1978 VS10.